# Il mondo nella mia tasca
Il mondo nella mia tasca (An einem Freitag um halb zwölf...) è un film drammatico del 1961, diretto da Alvin Rakoff. È tratto dal romanzo Il mondo in tasca di James Hadley Chase.

## Trama
Francia del Sud sul finire degli anni cinquanta. Il gangster Frank Morgan espone ai colleghi Bleck, Gypo e Kitson un piano infallibile e accuratamente studiato: l'attacco a un veicolo blindato che, ogni settimana, trasporta circa un milione di dollari in contanti. La somma serve a pagare i soldati americani della base militare di Lieux. Dopo le prime esitazioni, i tre acconsentono al progetto. C'è anche la ragazza di Morgan, Ginny. Nei giorni successivi, ogni dettaglio del piano viene esaminato attentamente, finché tutti padroneggiano la parte loro assegnata. Il giorno stabilito si avvicina. Un venerdì alle dodici e mezza il quintetto aspetta il trasportatore di denaro.
La prima mossa spetta a Ginny. Travestita e con una parrucca bionda, supera velocemente il blindato e poco dopo finge un grave incidente. Ginny deve sembrare la vittima del disastro, accanto all'auto in fiamme. Come previsto, quando giunge il camion portavalori, il passeggero scende per aiutare la donna ferita. Questo è ciò che i truffatori stavano aspettando. C'è una sparatoria in cui muoiono il conducente e il passeggero. Il veicolo blindato viene rapidamente nascosto in una roulotte preparata. Ginny e Kitson si fingono amanti e riescono a superare tutti i controlli della polizia.
Quando si fermano, Gypo apre una portiera del furgoncino rubato, ma all'improvviso vengono sparati due colpi che uccidono Kitson. A sparare è l'autista, creduto morto e intrappolato nel furgone. Subito è finito da Frank Morgan. La banda si è rifugiata in un campeggio. Un ragazzino ficcanaso si insospettisce, notando le attività dei quattro, e comprende che devono essere i criminali ricercati. La voce si diffonde e i gangster scappano sulle montagne. Gypo tenta di allontanarsi in segreto, ma Bleck lo insegue, per poi ferirlo mortalmente.
La polizia è indirizzata nell'inseguimento dal ragazzino e dal padre. Le forze dell'ordine circondano i tre sopravvissuti: Morgan, Bleck e Ginny. Nella fuga, Bleck perde l'equilibrio in un baratro. Frank Morgan e la ragazza non hanno più vie di scampo e si tolgono la vita

## Produzione
Il film è una coproduzione tra Germania Ovest, Francia e Italia.
Il film è stato girato in interni agli Spandau Studios e in esterni a Marsiglia. I set del film sono stati disegnati da Hans Kuhnert e Wilhelm Vorwerg.

## Distribuzione
In inglese il film è stato distribuito anche con il titolo On Friday at Eleven. In Germania Ovest il film è stato distribuito con il titolo An einem Freitag um halb zwölf..., in Francia con il titolo Vendredi 13 heures e in Italia con il titolo Il mondo nella mia tasca.